# Shegaon
Shegaon (bengali: শেগাঁও, marathi: शेगांव) är en ort i Indien.   Den ligger i distriktet Buldana och delstaten Maharashtra, i den centrala delen av landet, 900 km söder om huvudstaden New Delhi. Shegaon ligger 275 meter över havet och antalet invånare är 56 449.
Terrängen runt Shegaon är platt, och sluttar norrut. Runt Shegaon är det tätbefolkat, med 276 invånare per kvadratkilometer. Närmaste större samhälle är Khāmgaon, 16,6 km sydväst om Shegaon. Trakten runt Shegaon består till största delen av jordbruksmark.